# Santa Inés del Monte
Santa Inés del Monte är en kommun i Mexiko.   Den ligger i delstaten Oaxaca, i den sydöstra delen av landet, 400 km sydost om huvudstaden Mexico City.
Följande samhällen finns i Santa Inés del Monte:
- El Carmen
- La Soledad
- La Cañada
- Barrio Lluu
- Barrio Matamoros